# Corethrella manaosensis
Corethrella manaosensis är en tvåvingeart som beskrevs av Lane och Nelson Leander Cerqueira 1958. Corethrella manaosensis ingår i släktet Corethrella och familjen Corethrellidae. Inga underarter finns listade i Catalogue of Life.